# (5921) 1992 UL
(5921) 1992 UL es un asteroide perteneciente al cinturón de asteroides, región del sistema solar que se encuentra entre las órbitas de Marte y Júpiter, descubierto el 19 de octubre de 1992 por Seiji Ueda y el astrónomo Hiroshi Kaneda desde el Kushiro Marsh Observatory, Hokkaido, Japón.

## Designación y nombre
Designado provisionalmente como 1992 UL. 

## Características orbitales
1992 UL está situado a una distancia media del Sol de 2,189 ua, pudiendo alejarse hasta 2,467 ua y acercarse hasta 1,910 ua. Su excentricidad es 0,127 y la inclinación orbital 3,445 grados. Emplea 1183,08 días en completar una órbita alrededor del Sol.

## Características físicas
La magnitud absoluta de 1992 UL es 13,7. Tiene 4,236 km de diámetro y su albedo se estima en 0,392. 